# Tabla (base de datos)
Tabla en las bases de datos, se refiere al tipo de modelado de datos donde se guardan los datos recogidos por un programa. Su estructura general se asemeja a la vista general de un programa de ta.
Las tablas se componen de dos estructuras:
- Campo: Corresponde al nombre de la columna. Debe ser único y además de tener un tipo de dato asociado.
- Registro: Corresponde a cada fila que compone la tabla. Ahí se componen los datos y los registros. Eventualmente pueden ser nulos en su almacenamiento.

En la definición de cada campo, debe existir un nombre único, con su tipo de dato correspondiente. Esto es útil a la hora de manejar varios campos en la tabla, ya que cada nombre de campo debe ser distinto entre sí.
A los campos se les puede asignar, además, propiedades especiales que afectan a los registros insertados. El campo puede ser definido como índice o autoincrementable, lo cual permite que los datos de ese campo cambien solos o sean el principal indicador a la hora de ordenar los datos contenidos.
Cada tabla creada debe tener un nombre único en cada base de datos, haciéndola accesible mediante su nombre o su seudónimo (alias) (dependiendo del tipo de base de datos elegida).
La estructura de las tablas viene dado por la forma de un archivo plano, los cuales en un inicio se componían de un modo similar.

## Tipos de Tablas

### Tablas Persistentes
Son aquellas que permiten que los registros sean eliminados o borrados manualmente y se clasifican en tres tipos:
- Base: Es donde se encuentra toda la información de todos los registros sin que se haga ninguna validación adicional.
- Vista: Es una relación que se hace en referencia a una fila o columna específica.
- Instantáneo: Es todo registro que se puede ver de manera inmediata con solo una referencia.

### Tablas Temporales
Son aquellas tablas que son eliminadas automáticamente por el motor de base de datos o múltiples dispositivos